# Pic d'Espadas
Pour les articles homonymes, voir Espadas.
Le pic d'Espadas, ou pointe Llardaneta, se trouve à côté du pic des Posets dans le massif du même nom, dans les Pyrénées aragonaises (Espagne, vallée de Bénasque). Il s'agit du deuxième plus haut sommet du massif, et du dixième plus haut sommet des Pyrénées.

## Toponymie
Las Espadas signifie en espagnol « les épées » ; en référence à la crête parfois étroite et exposée qui parcourt le sommet.

## Géographie

### Situation
Le pic d'Espadas surplombe la vallée de Viados, au nord, de plus de 1 600 m. Ce sommet ferme le vallon enneigé du Forau de la Neu, au sud, le pic des Posets se situe à moins d'un kilomètre à l'est.

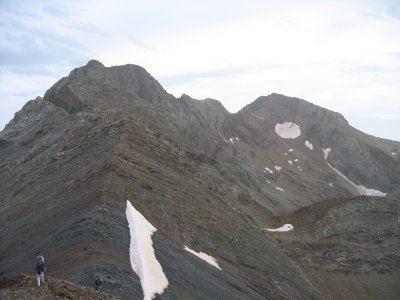
Vue du pic d'Espadas depuis le pic des Pavots ; au fond, le pic des Posets.
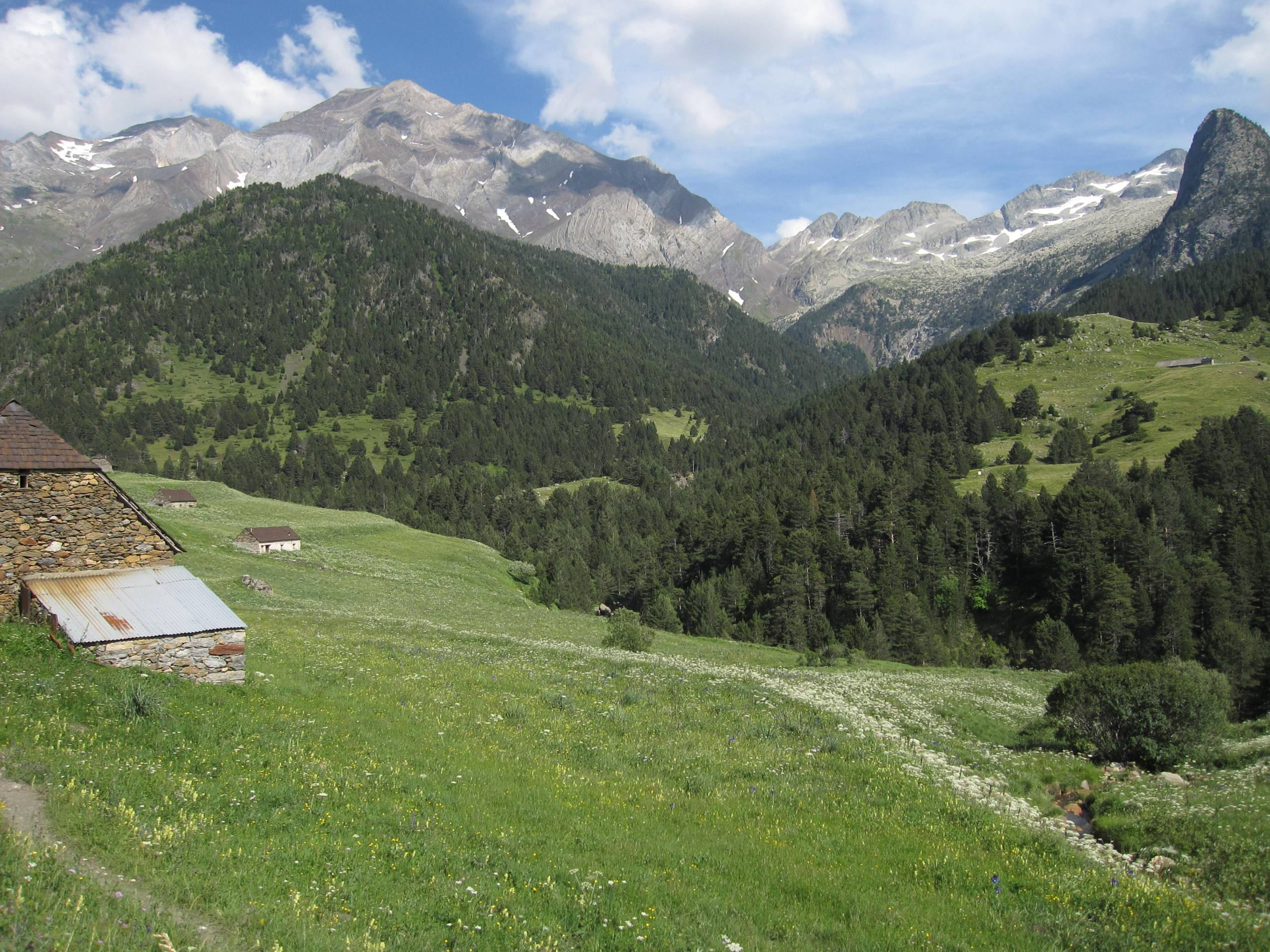
Vue du pic d'Espadas (au centre gauche) depuis la vallée de Viados.

### Topographie

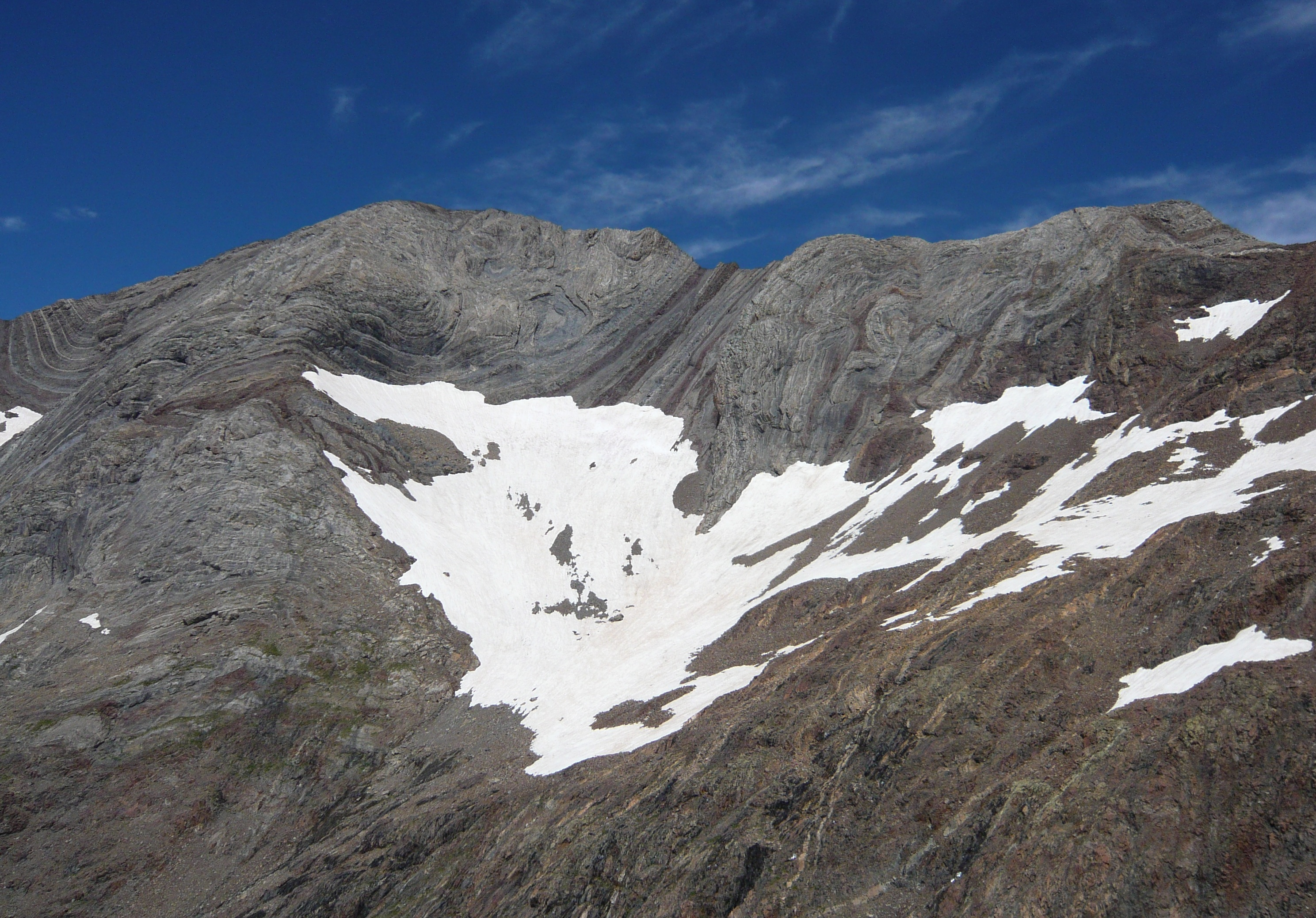
Sommets principaux à gauche, tuque de Llardana à droite.

Il s'agit d'une imposante muraille présentant deux sommets distincts :
- le sommet principal constitué par deux cimes jumelles (3 328 m et 3 322 m) ;
- la tuque de Llardana (3 312 m), qui figure comme sommet secondaire sur la liste UIAA des 3 000 pyrénéens.

La crête qui parcourt ce sommet fait environ 1,3 km de long, entre le col des Pavots (3 097 m) et la Tuqueta Roya (3 273 m).

### Hydrographie
Malgré l'altitude notable du sommet, il n'y a pas de glacier. Le vallon du Forau de la Neu, au sud du pic d'Espadas, reste en revanche tardivement enneigé.

### Géologie
Le massif des Posets est un massif majoritairement schisteux et calcaire, reposant sur un socle granitique.

## Histoire
La première ascension a été réalisée en 1906 par Margalide et Louis Le Bondidier. Cette ascension a donc eu lieu un demi-siècle après celle du pic des Posets malgré la proximité des deux sommets. Le pic d'Espadas est en effet nettement plus difficile d'accès que le pic des Posets.

## Voies d'accès

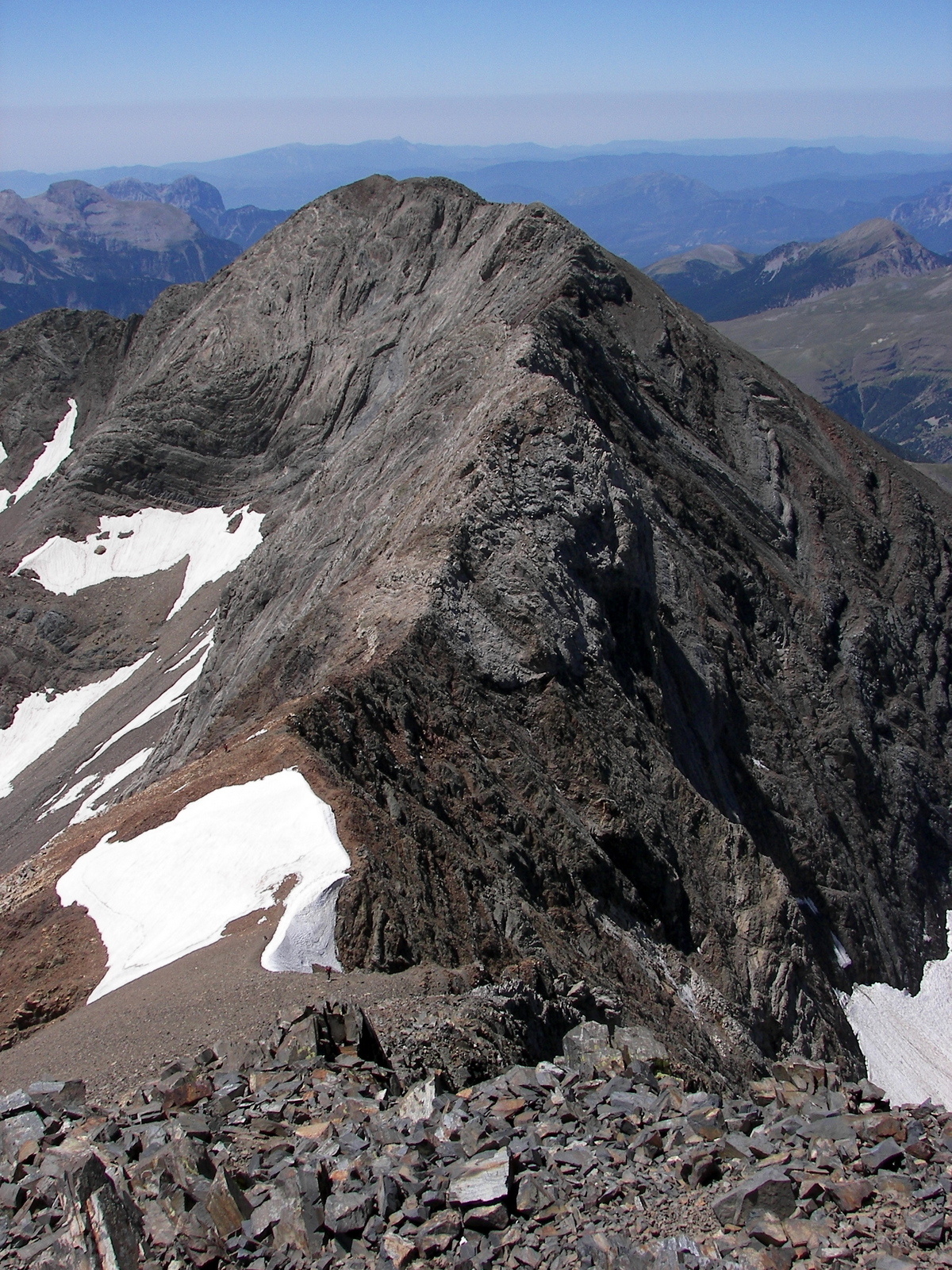
Vue de la crête du pic d'Espadas, depuis le pic des Posets.

Depuis le refuge Angel Orus (accessible en 1 h 30 depuis la cascade Espigantosa), un sentier rejoint le torrent de Llardaneta, dépasse l'ibón de LLardaneta (2 676 m) et rejoint le col des Pavots (3 097 m). La voie normale suit la crête du col jusqu'au sommet (1 h 30, passages d'escalade de II-II+). Il est possible de continuer vers le pic des Posets, en traversant un passage aérien et exposé connu sous le nom du pas du Funambule.
Il est également possible de rejoindre la crête du pic d'Espadas depuis la vallée de Viados en rejoignant le col d'Eriste.